# Định vị bộ phận
Công cụ định vị bộ phận hoặc công cụ định vị kho là một chương trình máy tính cho phép người dùng định vị phụ tùng hoặc các vật phẩm tồn kho khác ở một số vị trí lưu trữ khác nhau, thường là của các chủ sở hữu khác nhau.
Một bộ định vị bộ phận có thể được sử dụng để cải thiện quản lý phụ tùng bằng cách tăng tính sẵn có của bộ phận và giảm sự lỗi thời.
Bộ định vị bộ phận có thể được bao gồm trong các phần mềm (đóng gói) khác như Hệ thống quản lý đại lý (DMS) hoặc hệ thống kiểm soát hàng tồn kho; hoặc có thể được cung cấp như một chương trình riêng biệt. Do mục đích của phần mềm, nó trở nên có giá trị hơn khi có nhiều người dùng hơn, vì số lượng hàng tồn kho được tạo sẵn tăng theo số lượng người dùng.
Ví dụ về các nhà cung cấp chuyên biệt của các bộ định vị bộ phận là OEConnection, PareX Parts Exchange (PareX) và Inventory Locator Service, LLC (ILS).